# Dinara Nazarbaïeva
Dinara Nursultanqyzy Nazarbaïeva (kazakh : Динара Нұрсұлтанқызы Назарбаева ; russe : Динара Нурсултановна Назарбаева, Dinara Nursultanovna Nazarbayeva), née le 19 août 1967 à Temirtau (République socialiste soviétique kazakhe, Union soviétique), est une femme d'affaires kazakhe et la fille du président kazakh Noursoultan Nazarbaïev. Bien qu'elle ne soit pas une figure publique, elle est la quatrième personne la plus riche du Kazakhstan, avec une fortune estimée à 1,7 milliard de dollars.

## Biographie
En 1989, elle est diplômée de l'Institut d’État de Moscou des arts théâtraux.
En 1998, elle obtient un MBA à l'université KIMEP.
En 2007, elle soutient sa thèse de doctorat sur « les bases méthodologiques de la gestion des écoles internationales d'enseignement ».
Depuis 1998, elle est directrice de la « Fondation Noursoultan Nazarbaïev pour l'éducation ».
Depuis 2001, elle devient membre du conseil d'administration de la « КазУМОиМЯ ».
Depuis 2004, elle est présidente du conseil d'administration de l'université technique anglo-kazakhe.
En 2009, elle est nommée par son père, Noursoultan Nazarbaïev, à la direction du Fonds national de l'éducation.

## Vie privée
Elle est mariée à Timour Koulibaïev, et le couple compte trois enfants : un fils et deux filles. Son mari est un important homme d'affaires au Kazakhstan. Il est l’un des trois hommes les plus riches du pays et le 1047e homme le plus riche au monde.

## Sources
- (en) Cet article est partiellement ou en totalité issu de l’article de Wikipédia en anglais intitulé « Dinara Nazarbayeva » (voir la liste des auteurs).

- (ru) Cet article est partiellement ou en totalité issu de l’article de Wikipédia en russe intitulé « Кулибаева, Динара Нурсултановна » (voir la liste des auteurs).